# Kepler-87c
Kepler-87c es uno de los dos planetas extrasolares que orbitan la estrella Kepler-87. Fue descubierta por el método de tránsito astronómico en el año 2014. El sistema Kepler-87 consta de al menos dos planetas. Los planetas se han confirmado mediante variaciones en la sincronización de tránsito (TTV). Kepler-87c es el planeta de menor densidad en la categoría de supertierra.